# Etiquetatge (carboni)
L'étiquetatge del carboni és un etiquetatge medioambiental que vol informar al consumidor sobre les emissions de gas amb efecte d'hivernacle que implica la producció d'un producte. Aquests gasos són responsables de l'escalfament global. És una etiqueta que es posa en productes de normalment gran consum que té en compte les 5 etapes clau del cicle de la vida: l'extracció de les matèries primeres, el transport, la fabricació del producte, l'embalatge i la distribució. El resultat s'expressa en grams equivalent CO₂ per 100 g de producte acabat.